# مجلس تسوية المنازعات
مجلس تسوية المنازعات (DSB) لمنظمة التجارة العالمية (WTO) يتخذ القرارات بشأن النزاعات التجارية بين الحكومات التي يفصل فيها المنظمة. قراراته تتطابق عموماً مع تلك التي لمجلس المنازعات.

## انظر ايضا
- قائمة قضايا تسوية النزاعات في منظمة التجارة العالمية